# 方家站
方家站是一个沈山线上的铁路车站，位于辽宁省新民市红旗乡，建于1940年，目前为四等站，邮政编码为110322。目前客运：办理旅客乘降；不办理行李、包裹托运；不办理货运营业。